# 지역보건의료인력
지역의료보건인력 또는 커뮤니티 헬스 워커(Community Health Workers)는 지역사회 구성원으로서 자신이 속한 지역사회의 보건 문제에 간단한 기여를 할 수 있도록 교육받은 사람들을 의미한다.

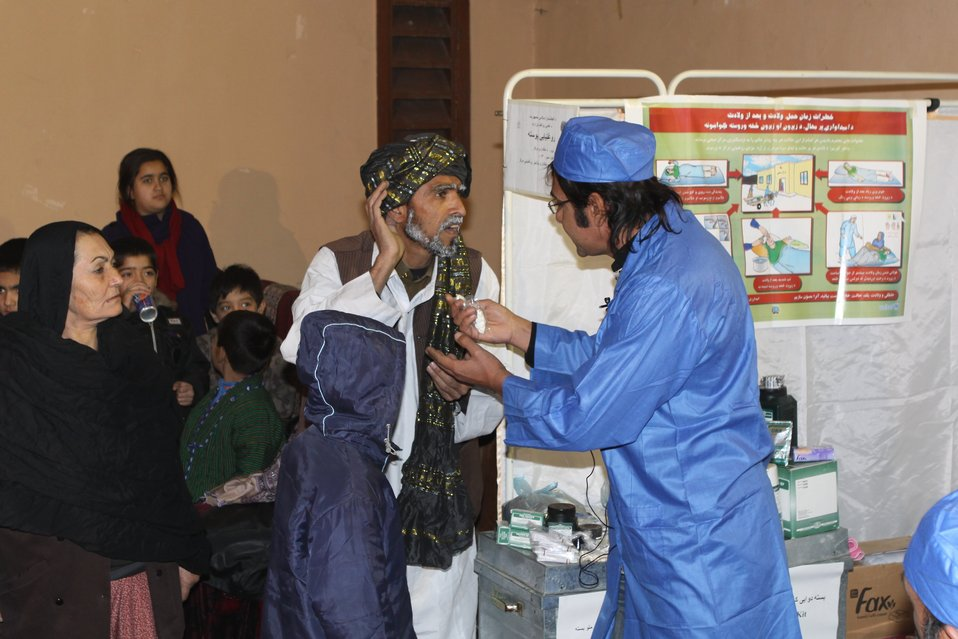
아프가니스탄 카불의 지역의료보건인력

지역보건인력으로도 불린다.

## 정의
일반적으로 1986년 카메룬 야운데에서 열린 WHO 지역총회에서 제안된 정의가 널리 받아들여진다. 이에 따르면, 지역의료보건인력은 "그들이 일하는 지역사회의 구성원이어야 하고, 그 지역사회에 의해 주체적으로 선발되어야 하고, 자신들의 활동에 대한 지역사회의 자문에 응해야 하고, 보건의료 시스템에 의해 지원되어야하지만 반드시 그 일부일 필요는 없으며, 전문적인 의료인들에 비해 상대적으로 짧은 기간 동안 교육을 받은 사람들이다.

## 같이 보기
- 일차보건의료
- 보편적 의료보장
- 국제 보건
- 지역사회의학